# Steinberg-Dörfl
Steinberg-Dörfl è un comune austriaco di 1 307 abitanti nel distretto di Oberpullendorf, in Burgenland; ha lo status di comune mercato (Marktgemeinde). È stato istituito il 1º gennaio 1971 con la fusione dei comuni soppressi di Dörfl e Steinberg an der Rabnitz; capoluogo comunale è Steinberg an der Rabnitz.